# Luna Gevitz
Luna Nørgaard Gevitz, née le 3 mars 1994 à Aarhus, au Danemark, est une footballeuse internationale danoise évoluant au poste de défenseur à Montpellier HSC.

## Biographie

### Carrière en club
Après avoir commencé sa carrière au IK Skovbakken, Luna Gevitz rejoint le Montpellier HSC pendant la saison 2012-2013 en U19. Elle remporte dans cette catégorie le championnat de France et joue quelques matchs en équipe première. 
Elle retourne ensuite au Danemark et signe en faveur du Fortuna Hjørring en août 2013, mais une blessure à la cheville retarde ses débuts pour son nouveau club jusqu'en mars 2014. Elle y découvre la Ligue des champions et y passe six saisons. 
Elle fait son retour en France pour deux saisons à Guingamp entre 2019 et 2021. 
Après un an et demi au BK Häcken, en Suède, elle retourne au MHSC en 2022, 10 ans après sa première arrivée.
Le 15 décembre 2023 elle joue son dernier match professionnel avec le MHSC contre le HAC pour pouvoir se consacrer pleinement à sa carrière de future architecte.

### Carrière internationale
Luna Gevitz fait ses débuts pour l'équipe nationale du Danemark en juin 2014, avec à la clé une victoire 5 à 0 contre Israël, lors des qualifications pour la Coupe du monde 2015. Elle entre en jeu en remplacement de Nanna Christiansen à la 69e minute de jeu. 
Elle est sélectionnée pour l'Euro 2017, puis pour l'Euro 2022,.